# Henry (Nebraska)
Henry è un comune degli Stati Uniti d'America, situato nello Stato del Nebraska, nella Contea di Scotts Bluff.